# Connecticut
Pour les articles homonymes, voir Connecticut (homonymie).
Le Connecticut /kɔ.nɛk.ti'kœt/ , /kɔ.nɛk.ti'kyt/ (en anglais : /kəˈnɛtɪkət/ ) est un État du nord-est des États-Unis, situé dans la région de la Nouvelle-Angleterre. Sa capitale est Hartford et sa plus grande ville Bridgeport. Avec environ 3 500 000 habitants et une superficie de 14 371 km2, l'État est l'un des plus petits du pays mais l'un des plus densément peuplés (284 hab/km2). Il est entouré par Rhode Island à l'est, le Massachusetts au nord, l'État de New York à l'ouest et le détroit de Long Island au sud. Divisé en huit comtés, le Connecticut tire son nom d'un fleuve qui le traverse de part en part. Le sud et l'ouest de l'État, notamment les villes de Stamford, Bridgeport et New Haven, font partie de l'aire métropolitaine de New York.
Les premiers colons de la région étaient des Hollandais menés par le navigateur Adriaen Block en 1614. Ceux-ci commercent avec plusieurs tribus amérindiennes, dont les Pequots. Les premiers colons anglais fondent la colonie du Connecticut en 1633 et la première ville de Windsor. Les villes de Wethersfield et Hartford sont créées en 1634 et 1636. Après la guerre d'indépendance américaine, où le Connecticut fait partie des Treize Colonies, il connaît une industrialisation rapide et devient un centre économique majeur du pays. Le 9 janvier 1788, le Connecticut devient le cinquième État de l'Union, et en reste membre durant la guerre de Sécession. Tout au long du XIXe siècle, des vagues d'immigration irlandaise, italienne, polonaise, grecque, allemande et scandinave fournissent une main-d’œuvre abondante. Au XXe siècle, son économie se diversifie dans la production d'armements et le secteur de la défense, ainsi que dans les assurances — Hartford devient le siège de nombreuses compagnies américaines.
Aujourd'hui, le Connecticut est un des États les plus riches des États-Unis et vit notamment du tourisme : la proximité avec New York et ses paysages bucoliques en font une destination touristique importante, qui compte de nombreux casinos et résidences secondaires. L'État compte en outre plusieurs universités de renom, dont la prestigieuse université Yale. Bastion du Parti démocrate, qui arrive en tête des élections présidentielles depuis 1992, l'État est considéré comme l'un des plus libéraux du pays. Les principales équipes sportives du Connecticut sont les Flying Squirrels de Richmond et les Rock Cats de New Britain (baseball), le Wolf Pack de Hartford et les Sound Tigers de Bridgeport (hockey sur glace) ainsi que les Huskies de UConn (sport universitaire).

## Origine du nom
Le nom « Connecticut » vient du mot Mohegan Quinnehtukqut qui veut dire « site de la longue rivière » ou « à côté de la grande rivière ».

## Histoire

### Histoire coloniale et des débuts

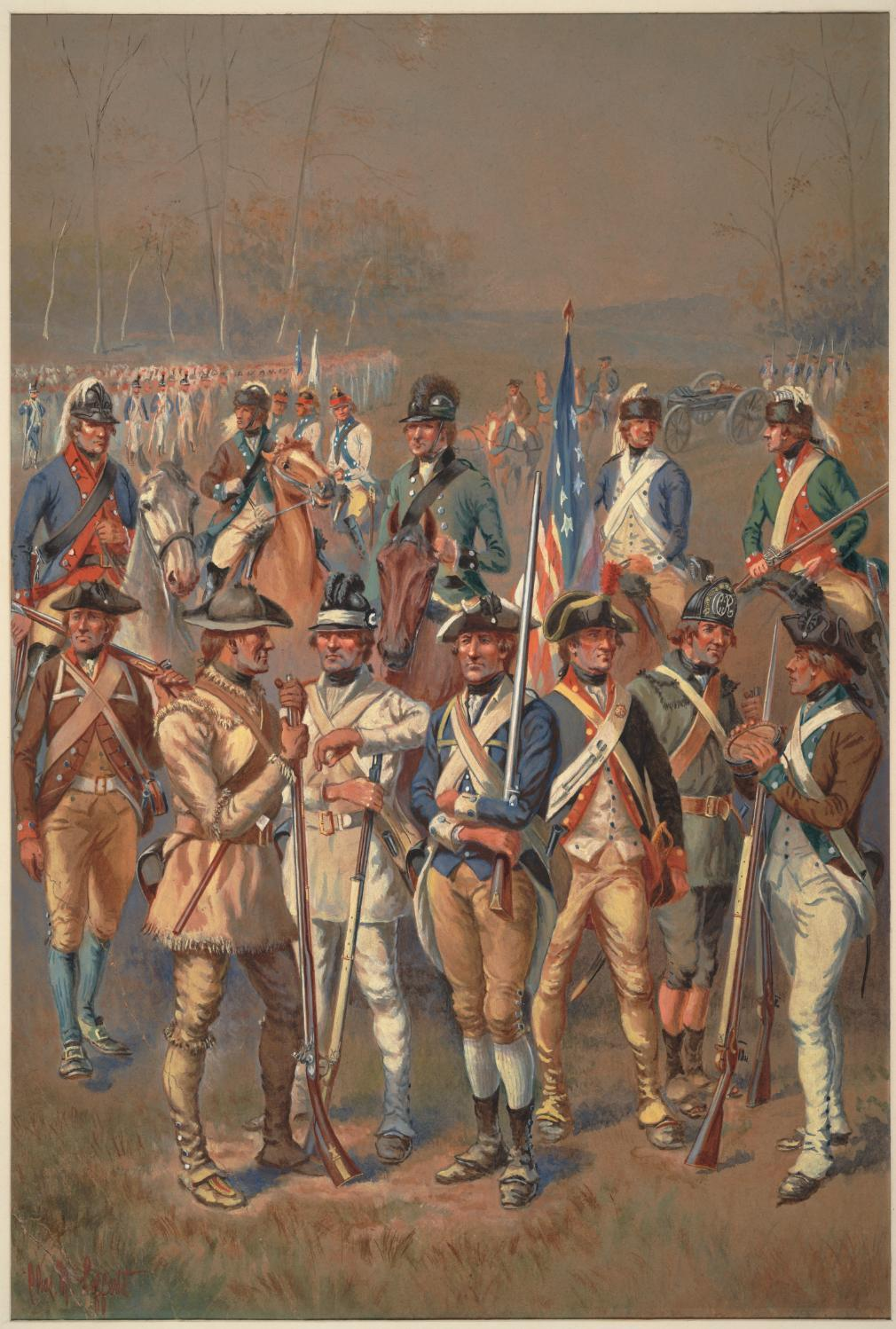
Soldats de l'Armée continentale durant la Guerre d'indépendance des États-Unis.

L'État du Connecticut a été fondé par deux groupes de puritains anglais au XVIIe siècle. Avant l'arrivée de ces colons puritains, la région a été explorée par le marin hollandais Adriaen Block en 1614. Dès 1624, les Hollandais faisaient le commerce des fourrures avec plusieurs tribus d'Amérindiens de la région, mais la tribu Pequot a combattu les commerçants hollandais dans quelques guerres mineures.
Les premiers colons anglais ont fondé la colonie de Connecticut en 1633 avec la première ville de Windsor. Les villes de Wethersfield et Hartford ont été créées en 1634 et 1636. Au sud, d'autres colons plus puritains ont fondé la colonie de New Haven en 1637. Les deux colonies étaient séparées de la colonie de Massachusetts, principalement parce que les puritains de Massachusetts ont regardé ces nouvelles colonies comme soupape de sûreté pour les personnes non-conformistes.[réf. nécessaire]
Pendant la guerre d'indépendance américaine, l'État a été attaqué par les soldats britanniques. Les Britanniques incendièrent beaucoup de villes, y compris Fairfield et Danbury. Après la guerre, le Connecticut s'est rapidement industrialisé et est devenu un centre de l'industrie américaine dès les premières années du XIXe siècle. L'État a également été estampillé en tant que centre des « Connecticut Yankees », le surnom de commerçants sans scrupule souvent accusés de vendre des produits faux ou de mauvaises qualités. Un des produits frauduleux que des commerçants du Connecticut ont été accusés de vendre était la noix de muscade ; par conséquent un des surnoms du Connecticut est « L’État de noix de muscade ». Un autre surnom est l'État de la Constitution, car l'un des compromis ayant permis l'adoption de la constitution des États-Unis a été trouvé par un délégué de cet État, Roger Sherman ; cet article porte d'ailleurs le nom de compromis du Connecticut.
Pendant le XIXe siècle, aussi, beaucoup d'immigrés européens sont arrivés dans l'État. Les Irlandais, les Italiens, les Polonais, les Grecs, les Allemands, et les Scandinaves ont peuplé les villes industrielles. La population de l'État s'est développée très rapidement à cette période, et particulièrement après la guerre de Sécession.

### Histoire contemporaine
Au XXe siècle, un nombre élevé d'afro-américains du sud des États-Unis, ainsi que des Portoricains, sont venus dans la région pour travailler dans les usines de la Nouvelle-Angleterre. Ces nouveaux habitants ont ajouté à la diversité sociale de l'État, mais, malgré ces nouvelles arrivées, la population de l'État a commencé à se stabiliser.
Les deux guerres mondiales ont fourni à l’État une occasion de fournir au gouvernement des armements, et à ce jour[Quand ?] l'État demeure un centre de l'industrie américaine de la défense. La capitale Hartford est devenue, à la même période, le siège de nombreuses compagnies d'assurance américaines.
Aujourd'hui, le Connecticut reste une région urbaine ; cependant, beaucoup de villages et forêts bucoliques entourent les villes principales. L’État est récemment devenu un centre de tourisme pour des casinos ; c'est un État de contrastes, avec des manoirs champêtres, d'anciennes églises et des villes pauvres situées à quelques minutes les unes des autres.
Le Connecticut reste un des États les plus riches des États-Unis, malgré sa petite superficie et sa faible population. La proximité de l'État de New-York, de New-York et de sa grande banlieue en fait une des destinations préférées des New-Yorkais en fin de semaine, le vendredi, le samedi et le dimanche. De nombreuses résidences secondaires existent dans cet État pourtant densément peuplé.

## Géographie
Le Connecticut est situé au nord-est des États-Unis. Il est bordé à l'ouest par l'État de New York, au sud par le Long Island Sound (« détroit de Long Island ») qui le sépare de l'île du même nom, au nord par le Massachusetts, et à l'est par l'État de Rhode Island.
L’État est le troisième plus petit des États-Unis (après Rhode Island et le Delaware). Le Connecticut est beaucoup plus densément peuplé que la moyenne américaine. La majeure partie de la population habite au centre, centre sud, et sud-ouest, à la côte et dans les grandes vallées du Connecticut (fleuve), du fleuve Housatonic, et du fleuve Thames. Forêts et espaces naturels s'étendent au nord-ouest et nord-est de l’État.
Le territoire du Connecticut n’est pas riche en ressources naturelles et le sol est rocheux, en raison du mouvement ancien des glaciers, qui ont érodé le relief pendant la dernière période glaciaire. Néanmoins, l’État produit de grandes quantités de maïs, de feuilles de tabac, de tomates et de fruits pour les marchés locaux et régionaux.

## Parcs d'État

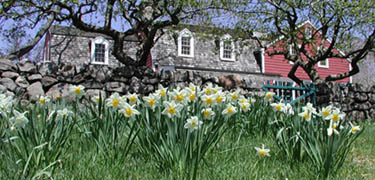
Weir Farm National Historic Site.

### Bolton Notch State Park
Parc de 95 acres, le Bolton Notch State Park (en) est un lieu propice à l'escalade et la randonnée. Un sentier y est entretenu par la Bolton Conservation Commission.

## Subdivisions administratives

### Comtés
L'État du Connecticut est divisé en 8 comtés.

### Agglomérations

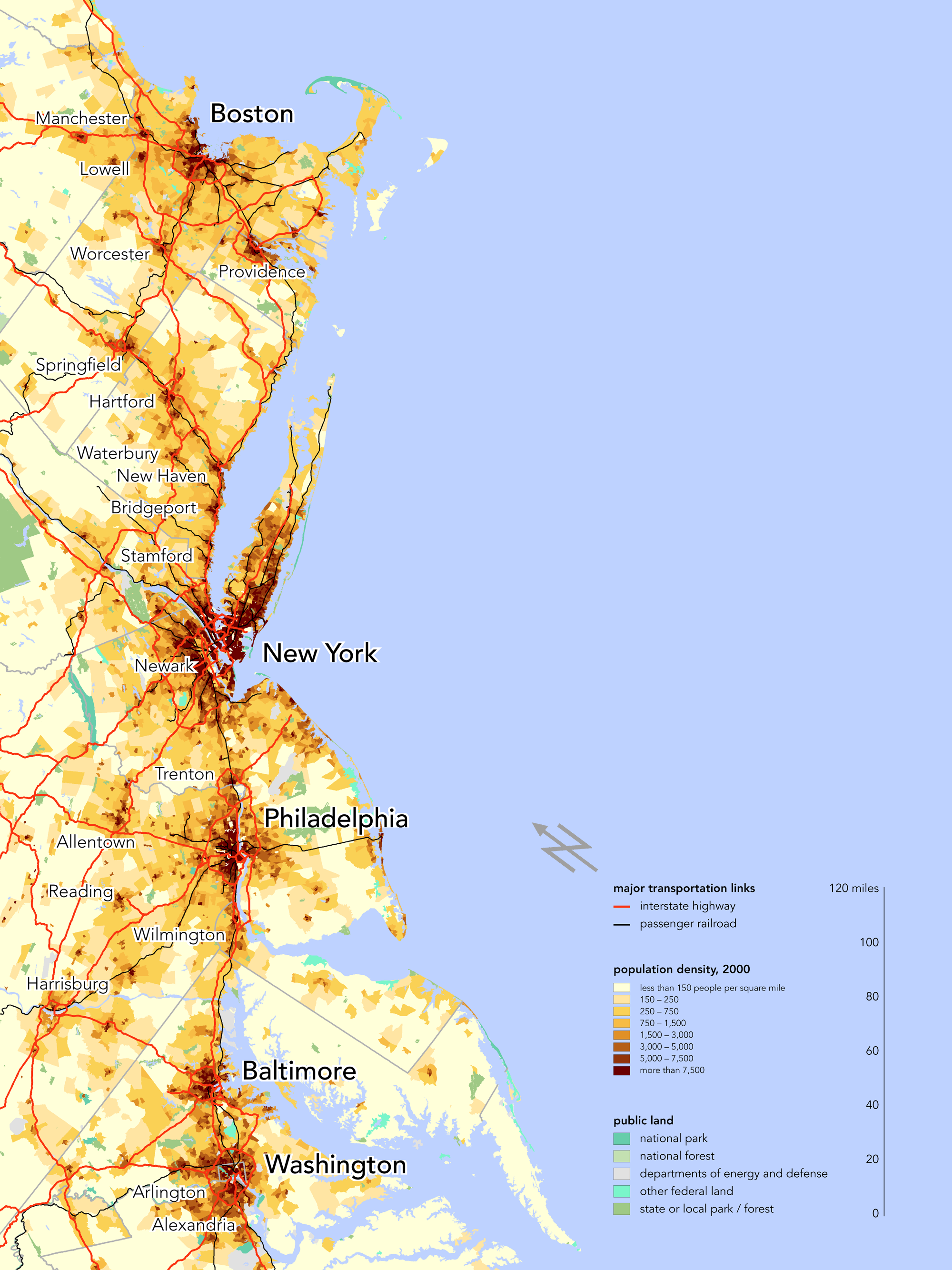
Le Connecticut fait partie du BosWash.

L'État fait partie intégrante du BosWash, une mégalopole s'étendant sur plusieurs États du Nord-Est des États-Unis entre Boston et Washington.

#### Aires métropolitaines et micropolitaines
Le Bureau de la gestion et du budget a défini cinq aires métropolitaines et une aire micropolitaine dans ou en partie dans l'État du Connecticut.
| Zone urbaine                             | Population (2010) | Population (2013) | Variation (2010-2013) | Rang national (2013) |
| ---------------------------------------- | ----------------- | ----------------- | --------------------- | -------------------- |
| Hartford-West Hartford-East Hartford, CT | 1 212 381         | 1 215 211         | 0,2 %                 | 46                   |
| Bridgeport-Stamford-Norwalk, CT          | 916 829           | 939 904           | 2,5 %                 | 57                   |
| New Haven-Milford, CT                    | 862 477           | 862 287           | 0,0 %                 | 63                   |
| Norwich-New London, CT                   | 274 055           | 274 150           | 0,0 %                 | 169                  |
| Worcester, MA-CT                         | 118 428 (916 980) | 117 604 (926 710) | -0,7 % (1,1 %)        | (58)                 |

| Zone urbaine   | Population (2010) | Population (2013) | Variation (2010-2013) | Rang national (2013) |
| -------------- | ----------------- | ----------------- | --------------------- | -------------------- |
| Torrington, CT | 189 927           | 186 924           | -1,6 %                | 3                    |

En 2010, tous les Connecticutais résidaient dans une zone à caractère urbain, dont 94,7 % dans une aire métropolitaine et 5,3 % dans une aire micropolitaine.

#### Aires métropolitaines combinées
Le Bureau de la gestion et du budget a également défini trois aires métropolitaines combinées dans ou en partie dans l'État du Connecticut.
| Zone urbaine                             | Population (2010)      | Population (2013)      | Variation (2010-2013) | Rang national (2013) |
| ---------------------------------------- | ---------------------- | ---------------------- | --------------------- | -------------------- |
| New York-Newark, NY-NJ-CT-PA             | 1 969 233 (23 076 664) | 1 989 115 (23 484 225) | 1,0 % (1,8 %)         | (1)                  |
| Hartford-West Hartford, CT               | 1 486 436              | 1 489 361              | 0,2 %                 | 36                   |
| Boston-Worcester-Providence, MA-RI-NH-CT | 118 428 (7 893 376)    | 117 604 (8 041 303)    | -0,7 % (1,9 %)        | (6)                  |

En 2010, l'aire métropolitaine combinée de New York-Newark regroupait 55,7 % de la population de l'État.

### Municipalités

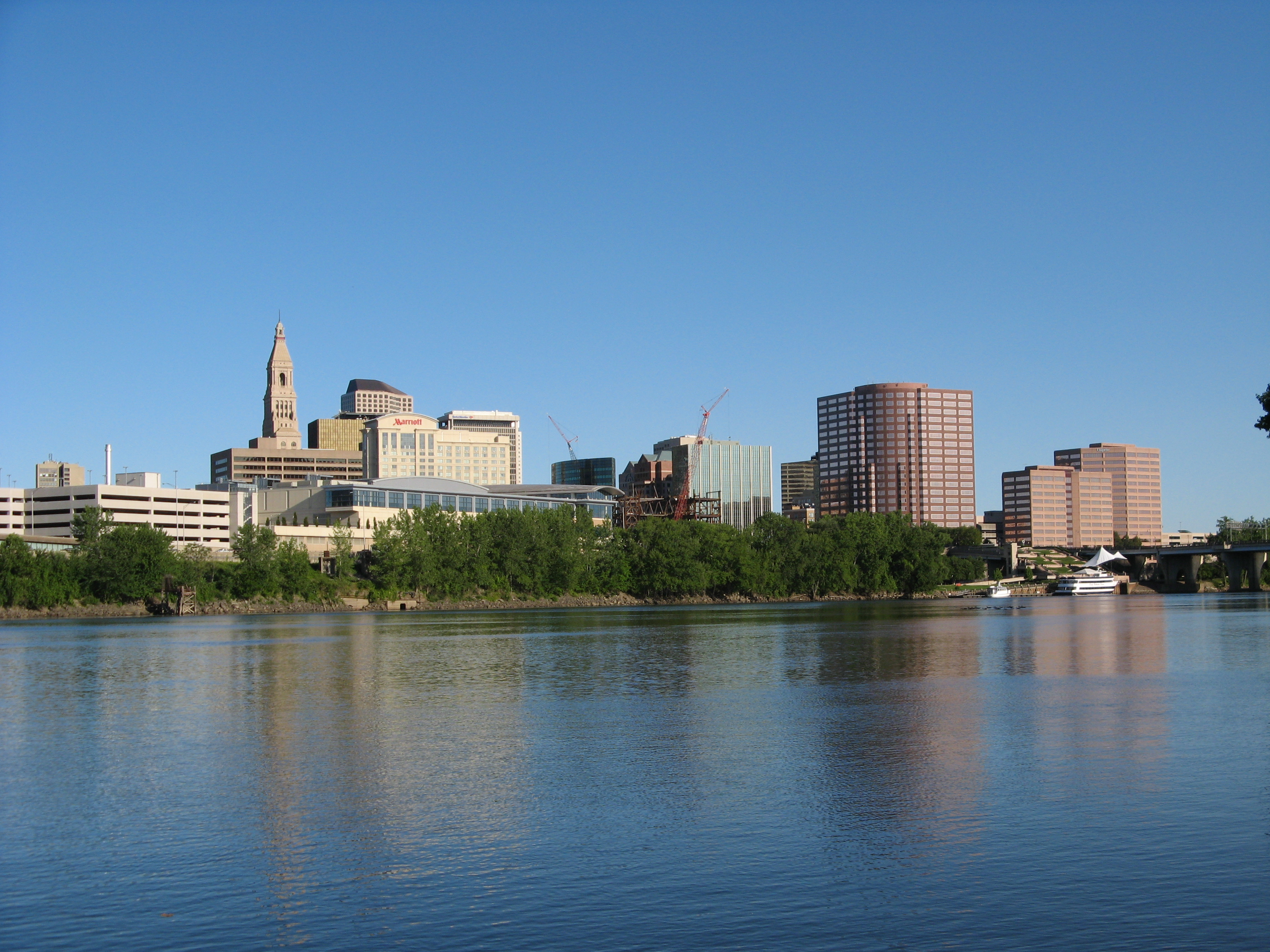
La capitale du Connecticut, Hartford.

L'État du Connecticut compte 179 municipalités, dont 26 de plus de 40 000 habitants.
| Rang | Municipalité  | Type      | Comté      | Population (2010) | Population (2013) | Variation (2010-2013) |
| ---- | ------------- | --------- | ---------- | ----------------- | ----------------- | --------------------- |
| 1    | Bridgeport    | City/Town | Fairfield  | 144 229           | 147 216           | 2,1 %                 |
| 2    | New Haven     | City/Town | New Haven  | 129 779           | 130 660           | 0,7 %                 |
| 3    | Stamford      | City/Town | Fairfield  | 122 643           | 126 456           | 3,1 %                 |
| 4    | Hartford      | City/Town | Hartford   | 124 775           | 125 017           | 0,2 %                 |
| 5    | Waterbury     | City/Town | New Haven  | 110 366           | 109 676           | -0,6 %                |
| 6    | Norwalk       | City/Town | Fairfield  | 85 603            | 87 776            | 2,5 %                 |
| 7    | Danbury       | City/Town | Fairfield  | 80 893            | 83 684            | 3,5 %                 |
| 8    | New Britain   | City/Town | Hartford   | 73 206            | 72 939            | -0,4 %                |
| 9    | West Hartford | Town      | Hartford   | 63 268            | 63 371            | 0,2 %                 |
| 10   | Greenwich     | Town      | Fairfield  | 61 171            | 62 396            | 2,0 %                 |
| 11   | Hamden        | Town      | New Haven  | 60 960            | 61 607            | 1,1 %                 |
| 12   | Fairfield     | Town      | Fairfield  | 59 404            | 60 855            | 2,4 %                 |
| 13   | Bristol       | City/Town | Hartford   | 60 477            | 60 568            | 0,2 %                 |
| 14   | Meriden       | City/Town | New Haven  | 60 868            | 60 456            | -0,7 %                |
| 15   | Manchester    | Town      | Hartford   | 58 241            | 58 211            | -0,1 %                |
| 16   | West Haven    | City/Town | New Haven  | 55 564            | 55 046            | -0,9 %                |
| 17   | Milford       | City/Town | New Haven  | 52 759            | 53 137            | 0,7 %                 |
| 18   | Stratford     | Town      | Fairfield  | 51 384            | 52 112            | 1,4 %                 |
| 19   | East Hartford | Town      | Hartford   | 51 252            | 51 199            | -0,1 %                |
| 20   | Middletown    | City/Town | Middlesex  | 47 648            | 47 333            | -0,7 %                |
| 21   | Wallingford   | Town      | New Haven  | 45 135            | 45 141            | 0,0 %                 |
| 22   | Enfield       | Town      | Hartford   | 44 654            | 44 748            | 0,2 %                 |
| 23   | Southington   | Town      | Hartford   | 43 069            | 43 661            | 1,4 %                 |
| 24   | Shelton       | City/Town | Fairfield  | 39 559            | 40 999            | 3,6 %                 |
| 25   | Norwich       | City/Town | New London | 40 493            | 40 347            | -0,4 %                |
| 26   | Groton        | Town      | New London | 40 115            | 40 176            | 0,2 %                 |

## Démographie

### Population

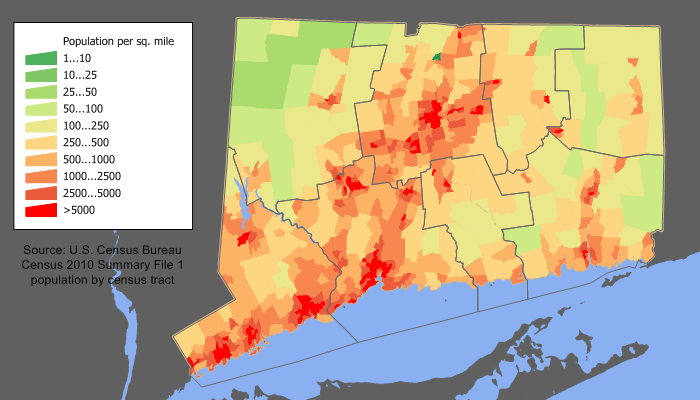
Densités de population en 2010 (en mille carré).

Le Bureau du recensement des États-Unis estime la population du Connecticut à 3 565 287 habitants au 1er juillet 2019, soit une hausse de -0,25 % depuis le recensement des États-Unis de 2010 qui tablait la population à 3 574 097 habitants. Depuis 2010, l'État connaît la 10e croissance démographique la moins soutenue des États-Unis.
Avec 3 574 097 habitants en 2010, le Connecticut était le 29e État le plus peuplé des États-Unis. Sa population comptait pour 1,16 % de la population du pays. Le centre démographique de l'État était localisé dans le comté de New Haven dans la ville de Cheshire.
Avec 284,97 hab./km2 en 2010, le Connecticut était le 4e État le plus dense des États-Unis après le New Jersey (461,55 hab./km2), Rhode Island (393,08 hab./km2) et le Massachusetts (324,10 hab./km2).
Le taux d'urbains était de 88,0 % et celui de ruraux de 12,0 %.
En 2010, le taux de natalité s'élevait à 10,6 ‰ (10,2 ‰ en 2012) et le taux de mortalité à 8,0 ‰ (8,2 ‰ en 2012). L'indice de fécondité était de 1,72 enfant par femme (1,66 en 2012). Le taux de mortalité infantile s'élevait à 5,3 ‰ (5,2 ‰ en 2012). La population était composée de 22,86 % de personnes de moins de 18 ans, 9,14 % de personnes entre 18 et 24 ans, 25,32 % de personnes entre 25 et 44 ans, 28,51 % de personnes entre 45 et 64 ans et 14,17 % de personnes de 65 ans et plus. L'âge médian était de 40 ans.
Entre 2010 et 2013, l'accroissement de la population (+ 21 983) était le résultat d'une part d'un solde naturel positif (+ 26 522) avec un excédent des naissances (121 106) sur les décès (94 584), et d'autre part d'un solde migratoire négatif (- 1 314) avec un excédent des flux migratoires internationaux (+ 49 186) et un déficit des flux migratoires intérieurs (- 50 500).
Selon des estimations de 2013, 82,6 % des Connecticutais étaient nés dans un État fédéré, dont 55,1 % dans l'État du Connecticut et 27,6 % dans un autre État (18,5 % dans le Nord-Est, 4,3 % dans le Sud, 2,8 % dans le Midwest, 1,9 % dans l'Ouest), 3,5 % étaient nés dans un territoire non incorporé ou à l'étranger avec au moins un parent américain et 13,9 % étaient nés à l'étranger de parents étrangers (45,0 % en Amérique latine, 25,9 % en Europe, 23,3 % en Asie, 2,8 % en Afrique, 2,7 % en Amérique du Nord, 0,2 % en Océanie). Parmi ces derniers, 49,0 % étaient naturalisés américain et 51,0 % étaient étrangers.
Selon des estimations de 2012 effectuées par le Pew Hispanic Center, l'État comptait 130 000 immigrés illégaux, soit 3,5 % de la population.

### Composition ethno-raciale et origines ancestrales
Selon le recensement des États-Unis de 2010, la population était composée de 77,57 % de Blancs, 10,14 % de Noirs, 3,79 % d'Asiatiques (1,30 % d'Indiens, 0,88 % de Chinois), 2,59 % de Métis, 0,31 % d'Amérindiens, 0,04 % d'Océaniens et 5,55 % de personnes n'entrant dans aucune de ces catégories.
Les Métis se décomposaient entre ceux revendiquant deux races (2,39 %), principalement blanche et noire (0,69 %) et blanche et autre (0,50 %), et ceux revendiquant trois races ou plus (0,20 %).
Les non-hispaniques représentaient 86,60 % de la population avec 71,24 % de Blancs, 9,38 % de Noirs, 3,75 % d'Asiatiques, 1,66 % de Métis, 0,19 % d'Amérindiens, 0,03 % d'Océaniens et 0,34 % de personnes n'entrant dans aucune de ces catégories, tandis que les Hispaniques comptaient pour 13,40 % de la population, principalement des personnes originaires de Porto Rico (7,08 %), du Mexique (1,42 %), de la République dominicaine (0,73 %), de l'Équateur (0,66 %), de la Colombie (0,56 %), du Guatemala (0,47 %) et du Pérou (0,46 %).
En 2010, l'État du Connecticut avait la 9e plus faible proportion d'Amérindiens des États-Unis.
|                                         | 1940  | 1950  | 1960  | 1970  | 1980  | 1990  | 2000  | 2010  |
| --------------------------------------- | ----- | ----- | ----- | ----- | ----- | ----- | ----- | ----- |
| Blancs                                  | 98,02 | 97,26 | 95,61 | 93,53 | 90,08 | 86,99 | 81,64 | 77,57 |
| ———Non hispaniques                      |       |       |       |       | 88,02 | 83,79 | 77,49 | 71,24 |
| Noirs                                   | 1,93  | 2,66  | 4,24  | 5,98  | 7,00  | 8,34  | 9,10  | 10,14 |
| ———Non hispaniques                      |       |       |       |       |       | 7,94  | 8,68  | 9,38  |
| Asiatiques (et Océaniens jusqu'en 1990) | 0,04  | 0,05  | 0,09  | 0,22  | 0,61  | 1,54  | 2,42  | 3,79  |
| ———Non hispaniques                      |       |       |       |       |       |       | 2,40  | 3,75  |
| Autres                                  | 0,01  | 0,03  | 0,06  | 0,27  | 2,31  | 3,13  | 6,84  | 8,50  |
| ———Non hispaniques                      |       |       |       |       |       |       | 2,02  | 2,23  |
| Hispaniques (toutes races confondues)   |       |       |       |       | 4,01  | 6,48  | 9,41  | 13,40 |

En 2013, le Bureau du recensement des États-Unis estime la part des non hispaniques à 85,3 %, dont 69,3 % de Blancs, 9,6 % de Noirs, 4,1 % d'Asiatiques et 1,9 % de Métis, et celle des Hispaniques à 14,7 %.
En 2000, les Connecticutais s'identifiaient principalement comme étant d'origine italienne (18,6 %), irlandaise (16,6 %), anglaise (10,3 %), allemande (9,9 %), polonaise (8,4 %), française (6,3 %), portoricaine (5,7 %), américaine (3,2 %) et canadienne-française (3,2 %).
L'État avait la 2e plus forte proportion de personnes d'origine italienne, la 3e plus forte proportion de personnes d'origine polonaise, les 4e plus fortes proportions de personnes d'origine irlandaise et portugaise, la 6e plus forte proportion de personnes d'origine canadienne-française, la 7e plus forte proportion de personnes d'origine française ainsi que la 8e plus forte proportion de personnes d'origine arménienne.
L'État abrite la 12e communauté juive des États-Unis. Selon le North American Jewish Data Bank, l'État comptait 116 050 Juifs en 2013 (105 000 en 1971), soit 3,2 % de la population. Ils se concentraient principalement dans les agglomérations de Bridgeport-Stamford-Norwalk (47 200), Hartford-West Hartford-East Hartford (33 000) et New Haven-Milford (27 100). Ils constituaient une part significative de la population dans les comtés de Fairfield (5,1 %), Hartford (3,3 %) et New Haven (3,1 %).
Les Amérindiens s'identifiaient principalement comme étant Mohegan (6,0 %), Pequot (5,9 %) et Cherokee (4,6 %).
Les Hispaniques étaient principalement originaires de Porto Rico (52,8 %), du Mexique (10,6 %), de la République dominicaine (5,4 %), de l'Équateur (4,9 %), de la Colombie (4,2 %), du Guatemala (3,5 %) et du Pérou (3,4 %). Composée à 47,2 % de Blancs, 6,9 % de Métis, 5,7 % de Noirs, 0,9 % d'Amérindiens, 0,3 % d'Asiatiques, 0,1 % d'Océaniens et 38,9 % de personnes n'entrant dans aucune de ces catégories, la population hispanique représentait 38,8 % des Amérindiens, 35,8 % des Métis, 32,9 % des Océaniens, 8,2 % des Blancs, 7,5 % des Noirs, 1,1 % des Asiatiques et 93,9 % des personnes n'entrant dans aucune de ces catégories.
L'État avait la plus forte proportion de personnes originaires de Porto Rico (7,08 %), les 3e plus fortes proportions de personnes originaires de l'Équateur (0,66 %) et du Pérou (0,46 %), la 4e plus forte proportion de personnes originaires de Cuba (0,27 %), la 5e plus forte proportion de personnes originaires de la Colombie (0,56 %), la 6e plus forte proportion de personnes originaires de la République dominicaine (0,73 %), les 7e plus fortes proportions de personnes originaires du Honduras (0,32 %) et d'Argentine (0,10 %) ainsi que la 9e plus forte proportion de personnes originaires du Guatemala (0,47 %).
L'État comptait également le 5e plus grand nombre de personnes originaires de l'Équateur (23 677), le 6e plus grand nombre de personnes originaires de Porto Rico (252 972), le 7e plus grand nombre de personnes originaires de la République dominicaine (26 093), les 8e plus grands nombres de personnes originaires de la Colombie (20 048) et du Pérou (16 424) ainsi que le 10e plus grand nombre de personnes originaires du Costa Rica (2 767).
Les Asiatiques s'identifiaient principalement comme étant Indiens (34,2 %), Chinois (23,2 %), Philippins (8,9 %), Coréens (7,1 %), Viêts (6,9 %) et Pakistanais (4,3 %).
L'État avait les 7e plus fortes proportions d'Indiens (1,30 %) et de Pakistanais (0,16 %) ainsi que la 9e plus forte proportion de Chinois (0,88 %).
Les Métis se décomposaient entre ceux revendiquant deux races (92,3 %), principalement blanche et noire (26,7 %), blanche et autre (19,2 %), blanche et asiatique (15,6 %) et blanche et amérindienne (10,2 %), et ceux revendiquant trois races ou plus (7,7 %).

### Religions
| Religion                    | Connecticut | États-Unis |
| --------------------------- | ----------- | ---------- |
| Catholicisme                | 33          | 20,8       |
| Protestantisme traditionnel | 17          | 14,7       |
| Non affiliés                | 14          | 15,8       |
| Protestantisme évangélique  | 13          | 25,4       |
| Église noire                | 5           | 6,5        |
| Athéisme                    | 5           | 3,1        |
| Agnosticisme                | 4           | 4,0        |
| Judaïsme                    | 3           | 1,9        |
| Autres                      | 6           | 7,8        |

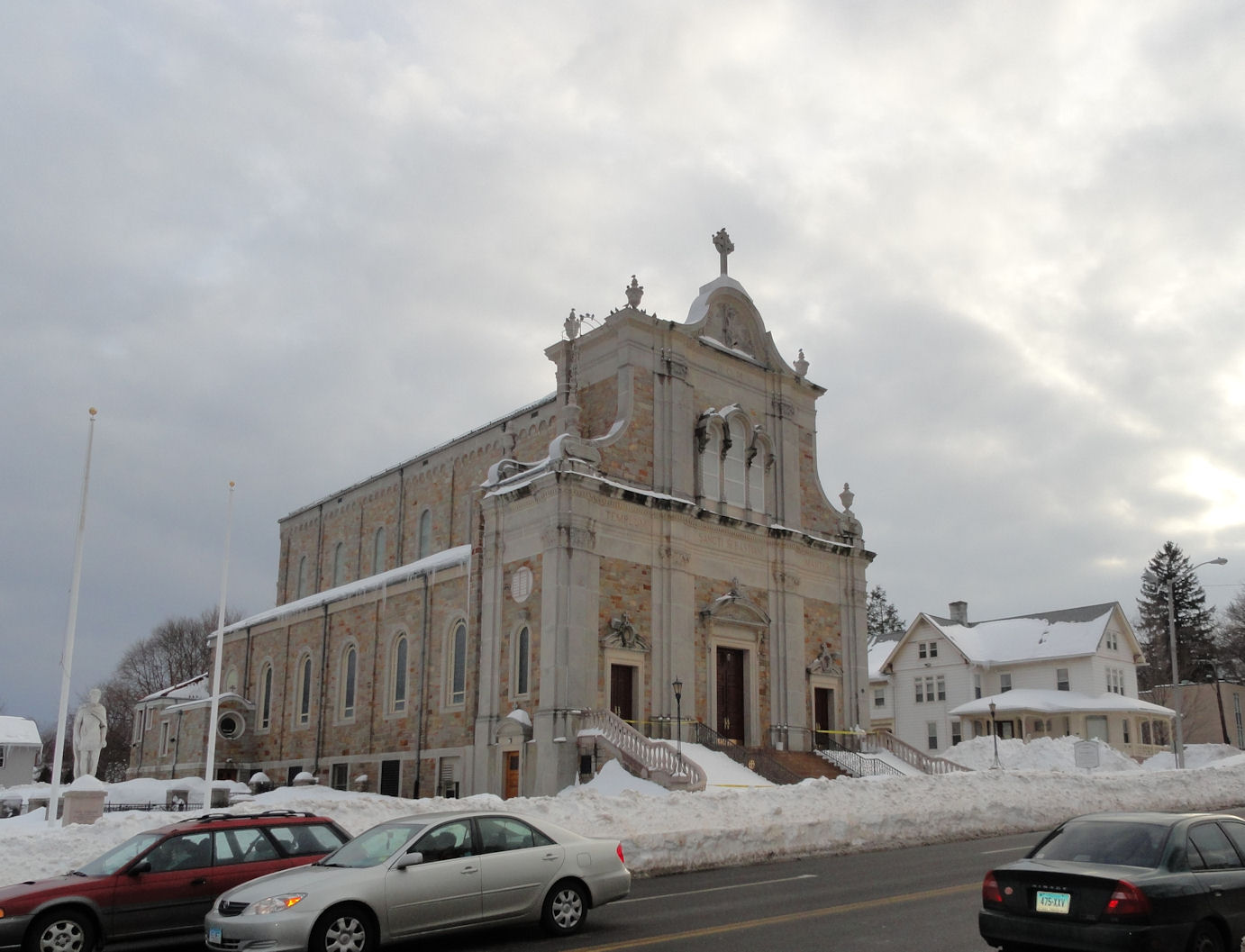
Église catholique St. Sebastian à Middletown.

Selon une enquête annuelle effectuée par l'institut The Gallup Organization en 2012, 30,5 % des Connecticutais se considéraient comme « très religieux », soit 9,6 points de moins que la moyenne nationale (40,1 %), 29,2 % comme « modérément religieux » et 40,4 % comme « non religieux », soit 9,3 points de plus que la moyenne nationale (31,1 %). Par ailleurs, 41,5 % des Connecticutais s'identifiaient comme catholiques, 32,1 % comme protestants, 17 % sans appartenance religieuse et 9,4 % avec une autre religion.

### Langues
Le Connecticut n'a pas de langue officielle.
| Langue            | 1980    | 1990    | 2000    | 2010    |
| ----------------- | ------- | ------- | ------- | ------- |
| Anglais           | 85,67 % | 84,77 % | 81,69 % | 80,61 % |
| Espagnol          | 3,52 %  | 5,46 %  | 8,42 %  | 10,34 % |
| Italien           | 3,12 %  | 2,33 %  | 1,60 %  | 1,13 %  |
| Français          | 2,05 %  | 1,67 %  | 1,32 %  | 1,05 %  |
| Créole français   | 2,05 %  | 0,07 %  | 0,25 %  | 0,36 %  |
| Polonais          | 1,45 %  | 1,32 %  | 1,21 %  | 1,10 %  |
| Portugais         | 0,69 %  | 0,81 %  | 0,96 %  | 1,19 %  |
| Allemand          | 0,69 %  | 0,57 %  | 0,45 %  | 0,34 %  |
| Langues chinoises | 0,13 %  | 0,25 %  | 1,41 %  | 1,60 %  |
| Russe             | 0,14 %  | 0,13 %  | 0,28 %  | 0,35 %  |
| Autres            | 2,55 %  | 2,61 %  | 2,41 %  | 1,93 %  |

## Politique
Le Connecticut est un État modéré et libéral. Ses habitants sont majoritairement affiliés comme électeurs indépendants (44 %) sur les listes électorales devant les démocrates (33,7 %) et devant les républicains (22 %). Les démocrates sont nombreux dans les villes de Hartford, New Haven et Bridgeport tandis que les républicains dominent plutôt dans les zones rurales tels que le comté de Litchfield, les petites villes de l'ouest du comté de Hartford, les villes industrielles de la vallée de Naugatuck et les villages du sud du comté de Fairfield (notamment les villages de New Canaan et Darien).

### Élections présidentielles
| Année | Républicain | Républicain | Démocrate | Démocrate |
| Année | %           | Voix        | %         | Voix      |
| ----- | ----------- | ----------- | --------- | --------- |
| 1960  | 46,27       | 565 813     | 53,73     | 657 055   |
| 1964  | 32,09       | 390 996     | 67,81     | 826 269   |
| 1968  | 44,32       | 556 721     | 49,48     | 621 561   |
| 1972  | 58,57       | 810 763     | 40,13     | 555 498   |
| 1976  | 52,06       | 719 261     | 46,90     | 647 895   |
| 1980  | 48,16       | 677 210     | 38,52     | 541 732   |
| 1984  | 60,73       | 890 877     | 38,83     | 569 597   |
| 1988  | 51,98       | 750 241     | 46,87     | 676 584   |
| 1992  | 35,78       | 578 313     | 42,21     | 682 318   |
| 1996  | 34,69       | 483 109     | 52,83     | 735 740   |
| 2000  | 38,44       | 561 094     | 55,91     | 816 015   |
| 2004  | 43,95       | 693 826     | 54,31     | 857 488   |
| 2008  | 38,77       | 620 210     | 61,23     | 979 316   |
| 2012  | 40,73       | 634 892     | 58,06     | 905 083   |
| 2016  | 40,93       | 673 215     | 54,57     | 897 572   |
| 2020  | 39,21       | 715 291     | 59,24     | 1 080 680 |

Au XIXe siècle, l'État avait d'abord apporté son soutien aux candidats anti-jacksoniens.

Le premier candidat démocrate à remporter le Connecticut est Martin Van Buren (50,65 %) en 1836 avant que les électeurs ne se tournent durant les trois élections suivantes vers les candidats du parti Whig. 

Après une victoire à l'arraché du démocrate Franklin Pierce en 1852, le Connecticut fait partie des premiers États à voter pour le candidat du tout jeune parti républicain en 1856 (John C. Frémont obtint 53,18 % des voix). De 1860 à 1872, le Connecticut reste fidèle aux candidats républicains mais sans les plébisciter. En 1876, par une marge étroite, les électeurs de l'État favorisent le démocrate Samuel Tilden (50,70 %) contre le républicain Rutherford B. Hayes (48,33 %).
Jusqu'en 1896, les élections présidentielles dans le Connecticut se caractérisent toujours par des victoires très étroites de l'un ou l'autre des candidats, qu'ils soient républicains (1880) ou démocrate (1884, 1888 par moins de 500 voix d'écart et 1892).
Durant les élections présidentielles qui ont lieu au XXe siècle, le Connecticut se caractérise par une position de swing states au tropisme plutôt républicain, du moins jusqu'en 1988. 

L'État est néanmoins remporté par plusieurs candidats démocrates comme Woodrow Wilson (1912), Franklin Delano Roosevelt (1936, 1940 et 1944), John Fitzgerald Kennedy (1960), Lyndon Johnson (1964) et Hubert Humphrey (1968), ce dernier ayant été le seul à ne pas être élu président.

Depuis 1992, le candidat démocrate à l'élection présidentielle a toujours obtenu, dans le Connecticut, plus de voix que son rival républicain.
En 2004, le candidat démocrate John Kerry y a obtenu 54 % des suffrages contre 44 % au président George W. Bush. Ce dernier réalisait cependant le meilleur score républicain depuis 1988, dernière année où un candidat républicain a remporté l'État.
En 2012, le président démocrate Barack Obama l'emporte une nouvelle fois dans cet État après sa victoire en 2008, mais avec un score moindre (58 % en 2012 contre 61 % en 2008).

### Administration locale

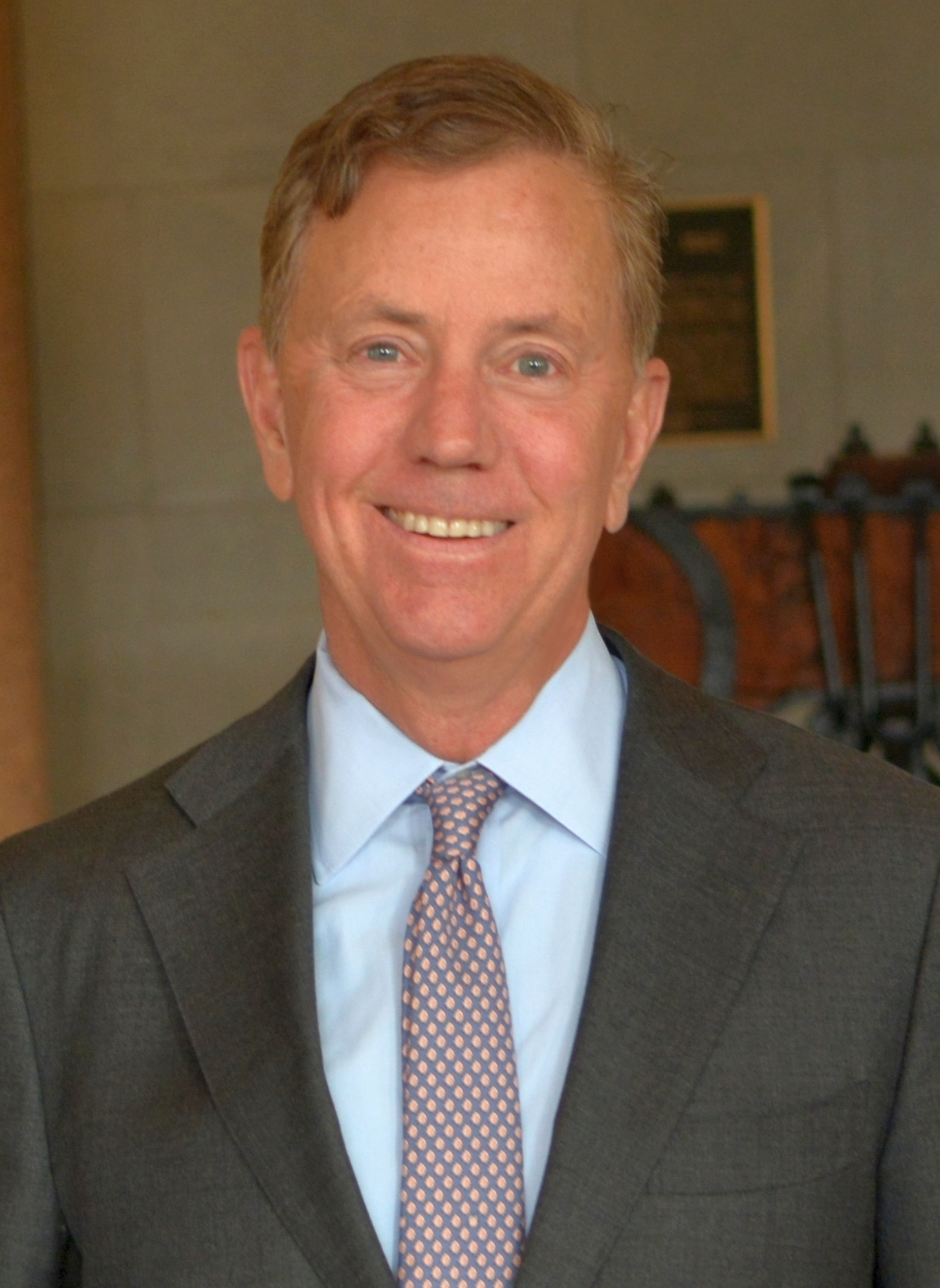
Ned Lamont, gouverneur depuis 2019.

Le gouverneur de l'État est le démocrate Ned Lamont depuis janvier 2019.
La législature de l'État, appelée Assemblée générale est composée de la Chambre des représentants et du Sénat. Cette assemblée est à majorité démocrate.

Pour la législature 2019-2021, la Chambre des représentants comprend 92 démocrates qui font face à 59 républicains tandis qu'au Sénat on dénombre une majorité de 21 démocrates contre 13 républicains.
Le 29 mai a été déclaré jour du Corsair, en l'honneur de ce célèbre avion, à partir de 2005.

#### Sujets de société

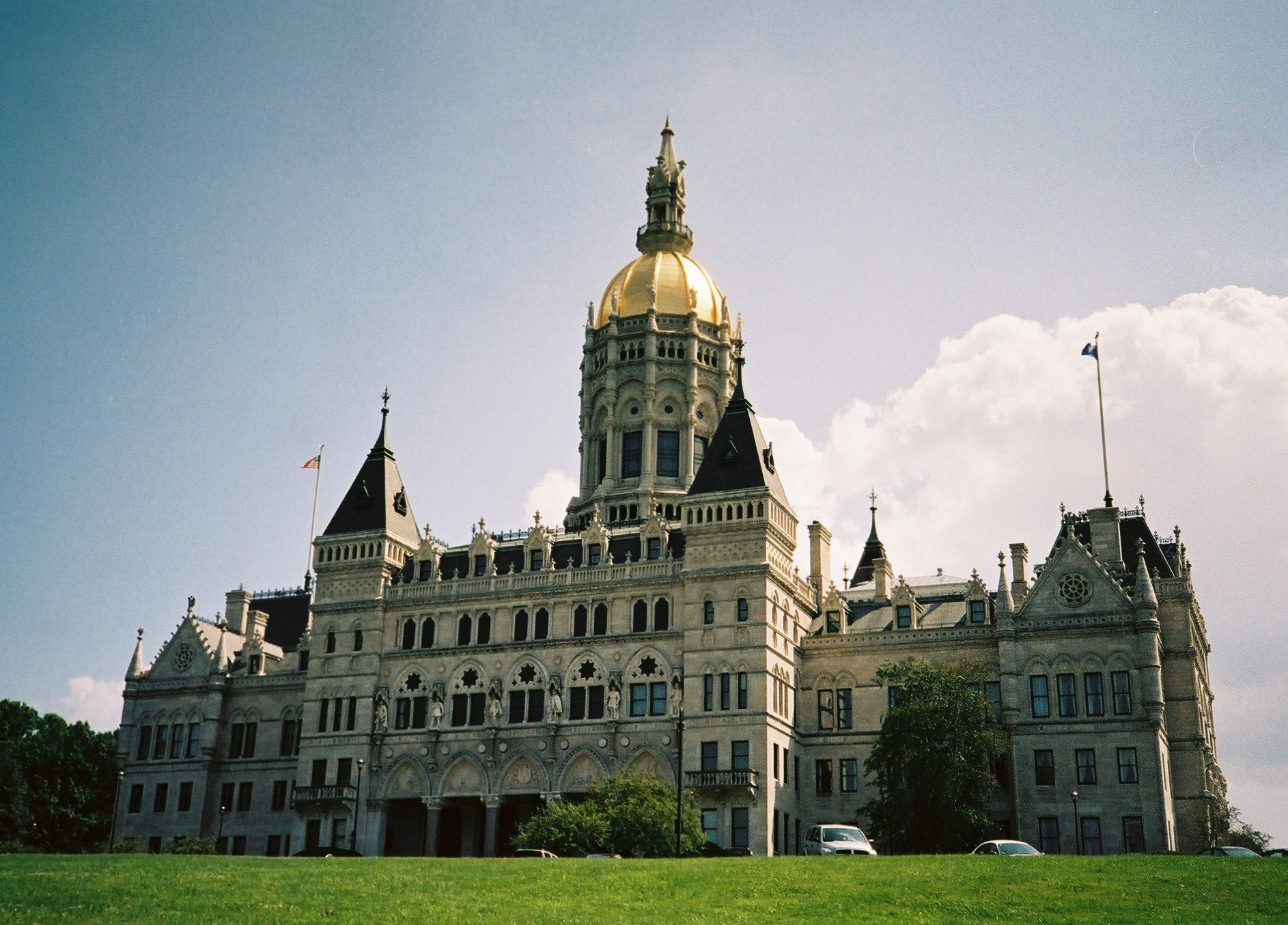
Capitole du Connecticut à Hartford.

En avril 2005, le Connecticut a été le deuxième État du pays, après le Vermont, à légaliser les unions civiles entre couples gays. Les contractants bénéficient dorénavant des mêmes droits que les couples mariés hétérosexuels. Cette même loi qui a légalisé ces unions civiles a par ailleurs renforcé l'institution du mariage hétérosexuel, en la définissant par l'union entre personnes de sexe opposé. Il était ainsi hors de question d'ouvrir le mariage civil aux personnes de même sexe comme au Massachusetts, ce qui aurait rencontré l'opposition de la majorité de la population de l'État. Cependant, le vendredi 10 octobre 2008, la cour suprême de l'État a décidé de légaliser le mariage entre personnes de même sexe à la suite d'une demande déposée depuis 2004 par des couples homosexuels. L'État est ainsi devenu le troisième à légaliser le mariage entre personnes de même sexe après le Massachusetts et la Californie (qui l'a toutefois interdit depuis le 4 novembre 2008).
En mai 2005, le Connecticut a procédé à la première application de la peine de mort en Nouvelle-Angleterre depuis 45 ans (voir section concernée dans Peine de mort par État des États-Unis). Néanmoins en avril 2012, le Connecticut abolit la peine de mort.

### Représentation fédérale
Lors du 115e congrès (législature 2017-2019), tous les membres de la délégation du Connecticut au congrès des États-Unis sont démocrates. Les deux sénateurs sont Richard Blumenthal et Chris Murphy. Les cinq élus à la Chambre des représentants sont tous démocrates.
De 1953 à 1963, Prescott Bush, père du président George H. W. Bush et grand-père du président George W. Bush, représente le Connecticut au Sénat.

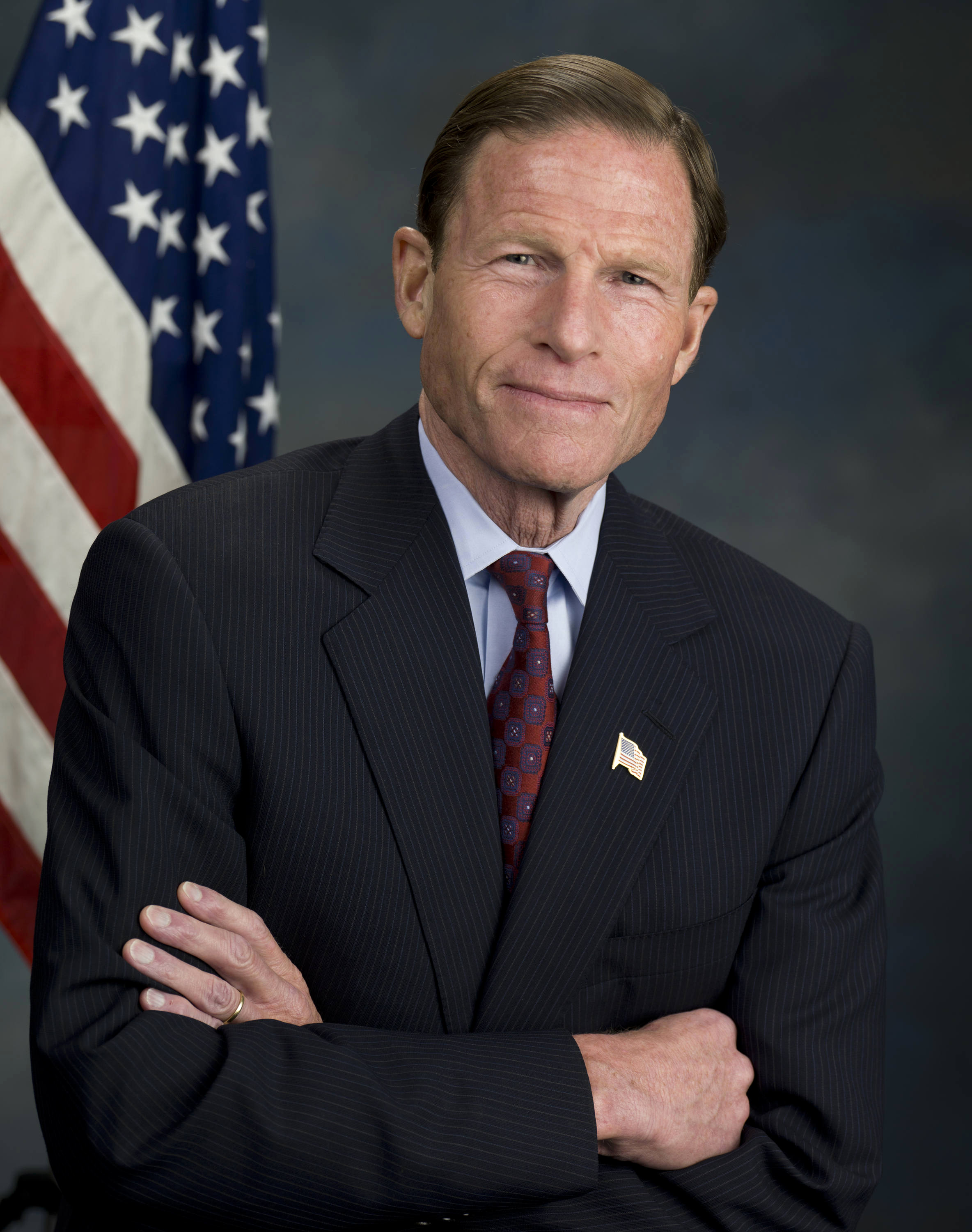
Le sénateur Richard Blumenthal
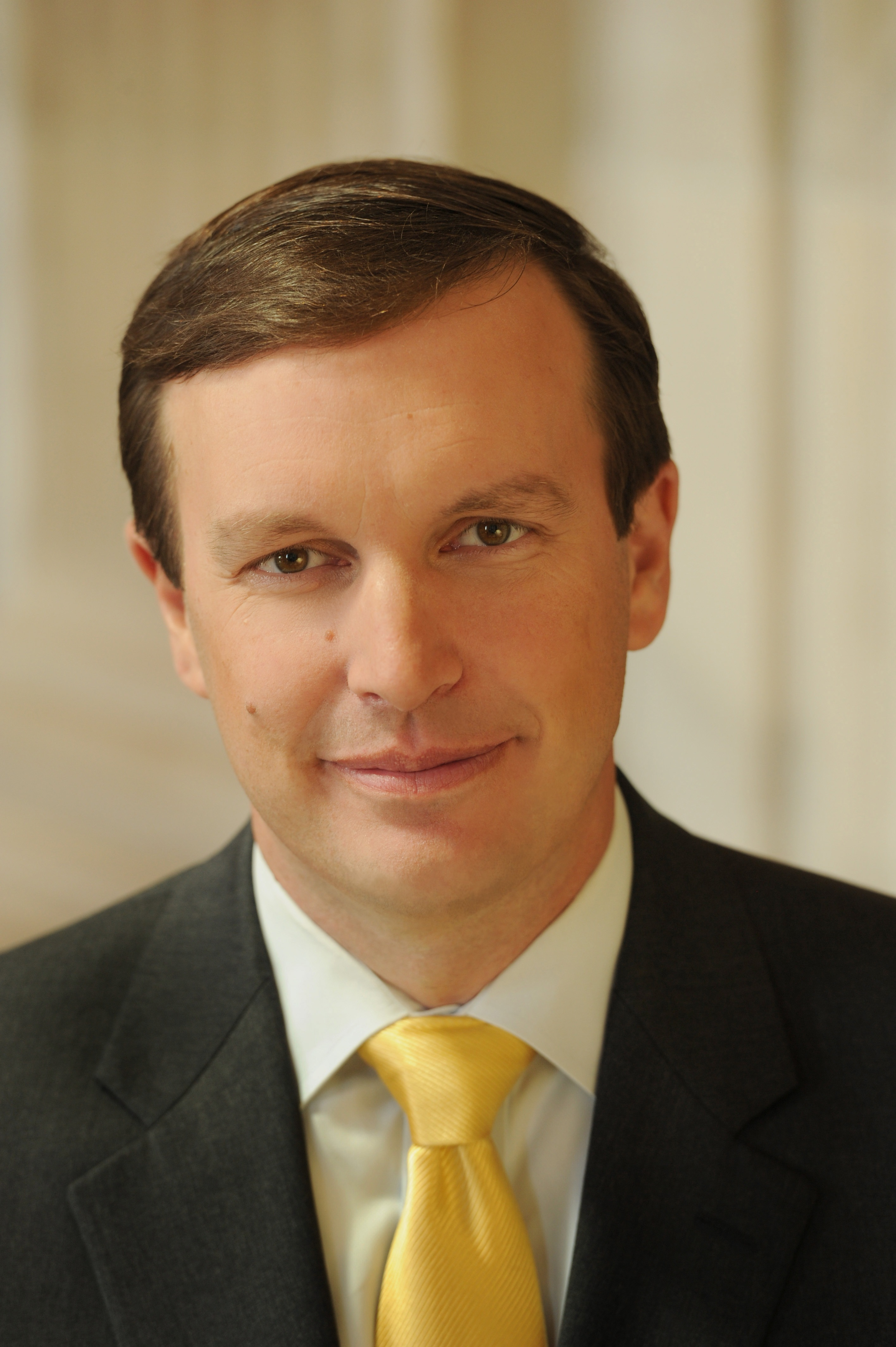
Le sénateur Chris Murphy

### Pouvoir judiciaire

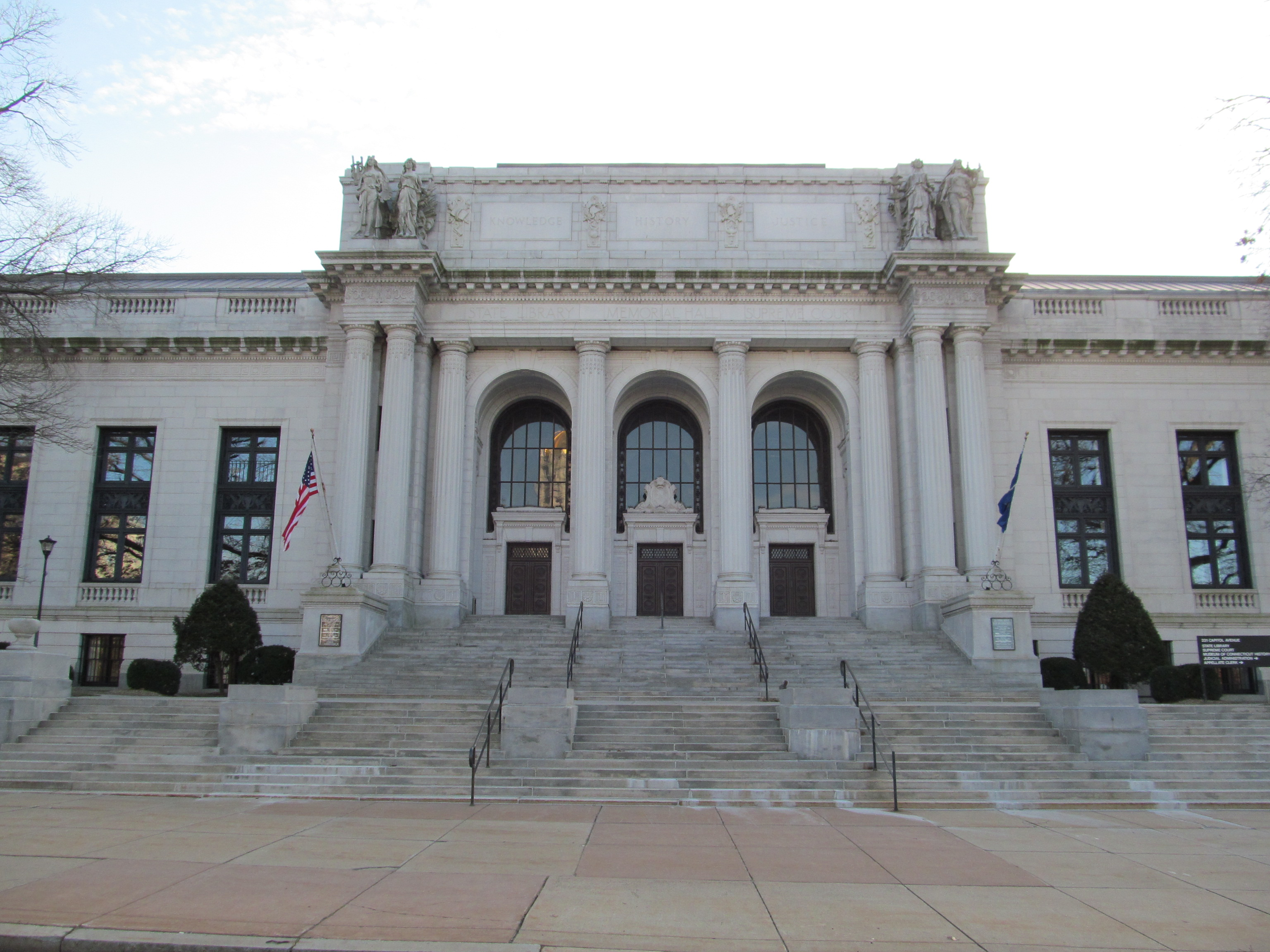
La Cour suprême du Connecticut à Hartford.

Le pouvoir judiciaire se répartit en quatre cours de justice au Connecticut :
- La cour suprême du Connecticut
- La cour d'appel du Connecticut
- La cour supérieure du Connecticut
- Le tribunal des successions du Connecticut.

## Économie
L'État est très prospère, surtout en matière de services et de recherche. Hartford reste un centre important dans le domaine des assurances, tandis qu'une importante communauté de chercheurs et d'enseignants vit grâce à la présence de plusieurs universités, écoles d'enseignement supérieur, centres et laboratoires de recherche d'institutions universitaires ou d'entreprises privées.
Malgré un déclin au cours des années 1970 et 80, l'industrie reste implantée dans cet État qui est un des pionniers de l'industrialisation des États-Unis.

## Culture

### Quelques attractions touristiques
Casinos
- Foxwoods Resort Casino
- Le casino de Mohegan Sun (en)

Centres historiques
- Dinosaur State Park (en)
- Essex Steam Train and Riverboat (en)
- Le manoir Lockwood-Matthews (en)
- Mark Twain House (en)
- Mystic Seaport
- Nathan Hale Homestead (en)
- New Haven Green (en)
- Old State House (en)

Centres culturels
- l'Opéra Goodspeed (en)
- Musée Peabody d'histoire naturelle
- Wadsworth Antheneum Museum of Art
- Centre d'art britannique de Yale
- Yale University Art Gallery
- Bibliothèque Beinecke de livres rares et manuscrits à l'université Yale

### Éducation
L'Association des écoles du Connecticut est un organisme dont le rôle consiste à promouvoir l'excellence en matière d'éducation et ce pour tous les étudiants du Connecticut.
L'association est une organisation privée à but non lucratif,,.

### Universités
- Académie de la Garde Côtière des États-Unis

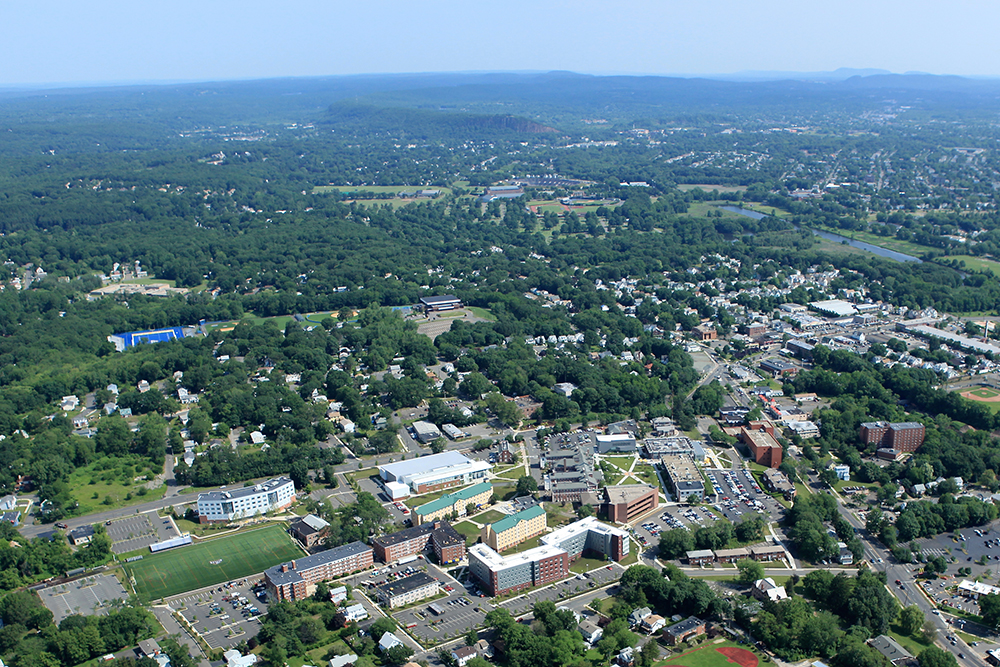
L'Université de New Haven.

- Connecticut College (en)
- Trinity College (Connecticut)
- L'Université de New Haven.Université du Connecticut
- Université de Fairfield (en)
- Université de Hartford
- Université de New Haven
- Université Quinnipiac
- Université wesleyenne
- Université Yale
- Université Sacred Heart (en)

### Sport
- Connecticut Sun, équipe de basket-ball de la WNBA
- Flying Squirrels de Richmond et Rock Cats de New Britain, équipes de baseball
- UConn Huskies, sportifs de université de la NCAA
- Wolf Pack de Hartford et Sound Tigers de Bridgeport, équipes de hockey sur glace
- WWE (siège social à Stamford)[Quoi ?]